# Distretto di Samegua
Il distretto di Samegua è uno dei sei distretti della provincia di Mariscal Nieto, in Perù. Si trova nella regione di Moquegua e si estende su una superficie di 62,55 chilometri quadrati.
Istituito il 8 novembre 1894, ha per capitale la città di Samegua.